# ズールー (小惑星)
ズールー (1922 Zulu) は小惑星帯に位置する、かなり大きな離心率を持つ小惑星である。南アフリカのヨハネスブルグのユニオン天文台で、アーネスト・ジョンソンによって発見された。
南アフリカで最大の民族集団、ズールー人に因んで命名された。